# Sunrise Comfort Station (S-310)
Pour les articles homonymes, voir Sunrise Comfort Station.
La Sunrise Comfort Station – ou Comfort Station S-310 – est un bâtiment abritant des toilettes publiques près de Sunrise, dans l'État de Washington, aux États-Unis. Situé au sein du parc national du mont Rainier, ce bloc sanitaire dont les plans ont été supervisés par Thomas Chalmers Vint a été construit vers 1930 pour desservir le terrain de camping où il se trouve. Inscrit au Registre national des lieux historiques depuis le 13 mars 1991, il contribue au Mount Rainier National Historic Landmark District, un district historique classé National Historic Landmark établi le 18 février 1997. En revanche, il ne fait pas partie du district historique de Sunrise, lequel comporte une construction similaire, la Comfort Station S-005. 